# Place de la Constitution (Mexico)
Pour les articles homonymes, voir Place de la Constitution.
La place de la Constitution (en espagnol, plaza de la Constitución), inscrite au Patrimoine mondial de l'Unesco et dont une partie est populairement nommée Zócalo, est une place située dans le centre historique de Mexico, dans la délégation de Cuauhtémoc.

## Dénomination
Elle porte plusieurs noms au cours de l'histoire comme place d'Armes, place Principale ou place du Palais.
Son nom actuel date de 1813, en hommage à la Constitution espagnole de 1812 dite Constitution de Cadix.
Le terme zócalo est lié à l'italien zoccolo qui signifie « piédestal » ou « socle ». Zócalo et zoccolo viennent tous deux du latin socculus qui est un diminutif de soccus ou « socque » en français.
Zócalo désigne souvent la place principale des villes mexicaines sans toutefois en être le nom officiel.

## Histoire

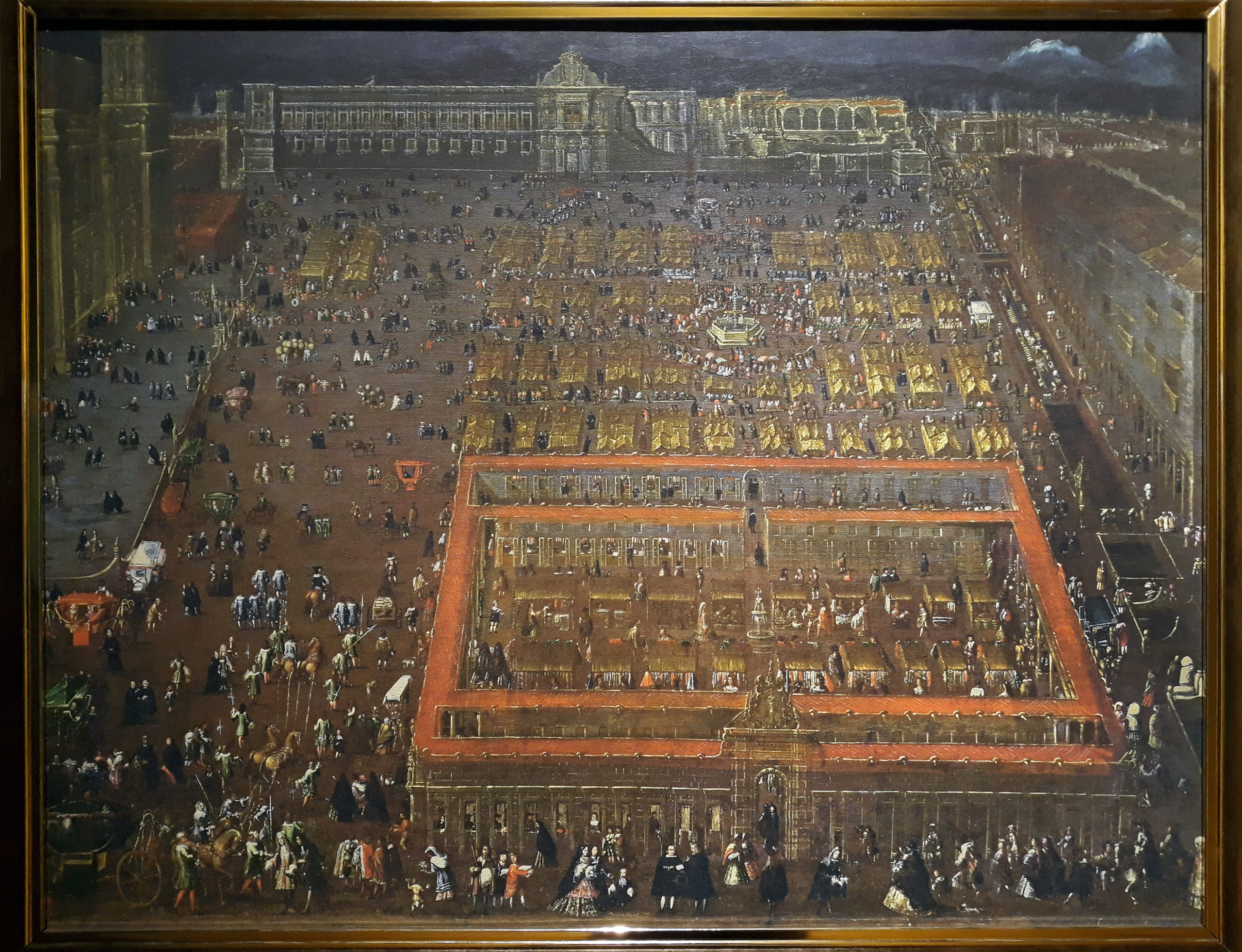
Vue de la Plaza Mayor de Mexico (environ 1695) par Cristóbal de Villalpando.

Entre 1521 et 1524, les conquistadors édifient la place sur ce qui était le centre politico-religieux de Tenochtitlán, capitale de l'empire aztèque.
En 1843, le général Antonio López de Santa Anna, président du Mexique pour son 6e mandat, organise une conférence pour réfléchir à un monument pour l'indépendance de la nation au centre de la place qui avait accueilli jadis la statue équestre de Charles Quint. De nombreuses propositions sont faites par de grands architectes et celle d'un certain Griffo est choisie. Mais passant outre cette sélection, Santa Anna décrète que la proposition de la colonne de l'indépendance de l'architecte Lorenzo de la Hidalga (es) serait construite. Le 16 septembre 1843, le socle de la colonne — un bloc de marbre blanc de deux mètres et demi de haut — est posé sur trois cent planches de cèdre reposant sur deux mille piles de bois. Néanmoins, par manque de fonds, la colonne ne sera jamais construite. Au fil des ans, alors que la pierre gisait toujours au milieu de la place, les habitants finissent par nommer cette partie de la place « zócalo », qui en espagnol signifie le « socle ».

## Monuments
Elle est bordée au nord par la cathédrale métropolitaine, à l'est par le Palais national, siège du pouvoir exécutif, au sud par les deux immeubles de l'administration de Mexico, et à l'ouest par des bâtiments commerciaux et des hôtels.

## Galerie

Vue panoramique à 360°

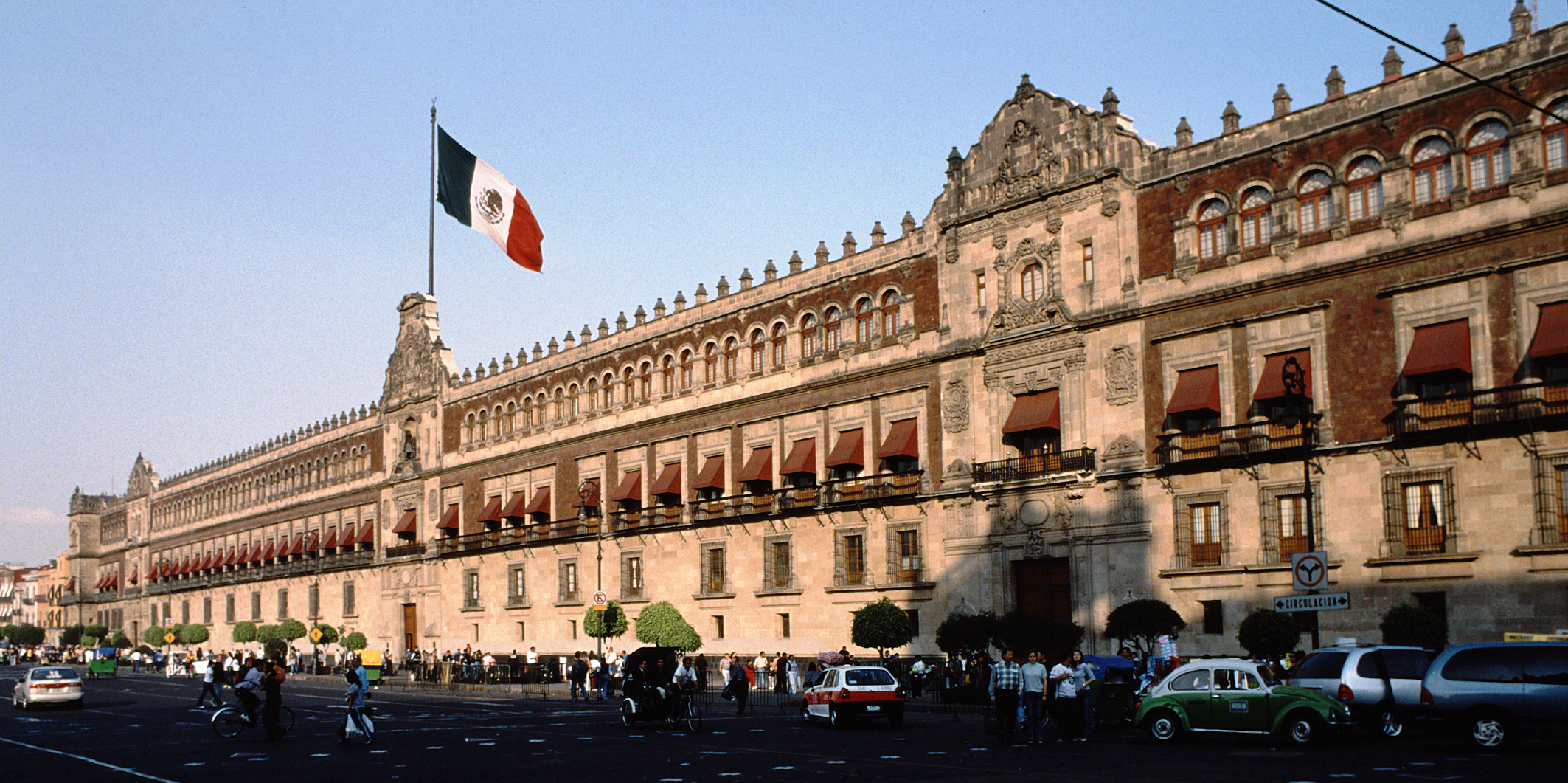
Le Palais national
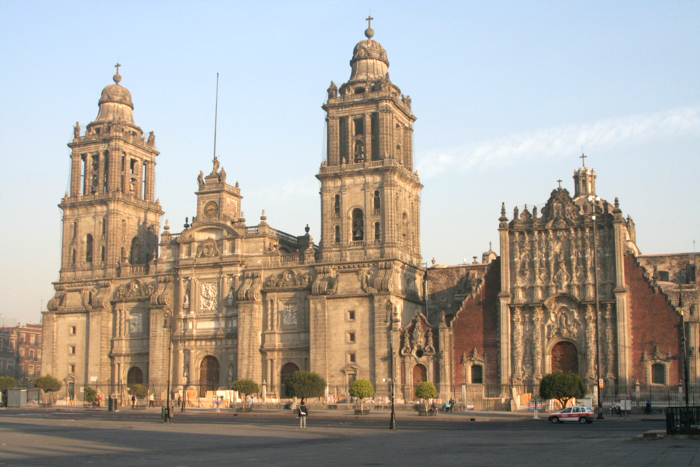
La cathédrale métropolitaine et le sagrario (à droite)